# Tunadal
Tunadal är stadsdel i tätorten Sundsvall i Sundsvalls kommun intill Alnösundet.

## Historia
Sveriges första ångsåg byggdes och startades i Tunadal 1849. Det var en kombinerad mjölkvarn och såg där kvarnen ursprungligen var huvudverksamheten.
Ett fyrtiotal fyrkantiga pråmar (s.k. läktare), har på senare tid återfunnits på Alnösundets botten, i Fillaviken utanför Tunadal. Tidigare fanns inga fynd av sådana pråmar specifikt utformade för sågverk, utan de var endast kända i litteraturen. Den äldsta är byggd av virke från någon gång under perioden 1788–1828, och finns på en karta från 1871. Pråmarna har bland annat använts för läktring (lastning och lossning) av fartyg uppankrade på redden, innan betongkajer anlades vid mitten av 1900-talet.
Tunadal är belägen i Sköns socken och ingick före 1948 i Sköns landskommun och mellan 1948 och 1971 i Sköns köping.

### Befolkningsutveckling
| Befolkningsutvecklingen i Tunadal 1960–2010                     | Befolkningsutvecklingen i Tunadal 1960–2010 | Befolkningsutvecklingen i Tunadal 1960–2010 | Befolkningsutvecklingen i Tunadal 1960–2010 | Befolkningsutvecklingen i Tunadal 1960–2010 |
| --------------------------------------------------------------- | ------------------------------------------- | ------------------------------------------- | ------------------------------------------- | ------------------------------------------- |
|                                                                 |                                             |                                             |                                             |                                             |
| År                                                              |                                             |                                             | Folkmängd                                   | Areal (ha)                                  |
| 1960                                                            | 1960                                        |                                             | 1 403                                       |                                             |
| 1965                                                            | 1965                                        |                                             | 1 365                                       |                                             |
| 1970                                                            | 1970                                        |                                             | 1 966                                       |                                             |
| 1975                                                            | 1975                                        |                                             | 3 201                                       |                                             |
| 1980                                                            | 1980                                        |                                             | 3 852                                       |                                             |
| 1990                                                            | 1990                                        |                                             | 3 454                                       | 358                                         |
| 1995                                                            | 1995                                        |                                             | 356                                         | 170                                         |
| 2000                                                            | 2000                                        |                                             | 360                                         | 170                                         |
| 2005                                                            | 2005                                        |                                             | 367                                         | 173                                         |
| 2010                                                            | 2010                                        |                                             | 360                                         | 177                                         |
| Anm.: Johannedal utbruten 1995. Sammanvuxen med Sundsvall 2015. |                                             |                                             |                                             |                                             |

## Samhället
Orten domineras av Tunadals sågverk, ägt av SCA, samt av Tunadalshamnen, som är Norrlands djupaste hamn med upp till 12,3 meters djup. 

### Tunadalshamnen
Tunadalshamnen betjänar främst SCA:s olika företag, bland annat Ortvikens pappersbruk och Tunadals sågverk, men även Sundsvall Energi Korstaverket. Hamnen ägs och hanteras, liksom Sundsvalls oljehamn, av Sundsvalls hamn AB. Utbyggnad av hamnen med containerhamn och kombiterminal planeras.[när?] Enligt ett ifrågasatt beslut skall utbyggnaden ske i Petersvik, ett gammalt villaområde som enligt planen ska rivas.[när?]